# 会坡口岸
20°53′51″N 103°13′10″E / 20.897520°N 103.219578°E
会坡口岸，另译晖博口岸、惠珀口岸，是越南奠邊省奠邊县芒利乡的一个边境口岸。该口岸与老挝琅勃拉邦省万坎县的纳颂口岸相接。